# Yoshimitsu Morita
Yoshimitsu Morita (森田 芳光, Morita Yoshimitsu) né le 25 janvier 1950, et mort le 20 décembre 2011, est un réalisateur et scénariste japonais.

## Biographie
Autodidacte, il débute dans la profession en 1981. En 1983, son film Jeu de famille (家族ゲーム, Kazoku gēmu) est unanimement apprécié et élu meilleur film de l'année par la revue critique japonaise Kinema Junpō. Cette comédie sombre reflète les récents changements survenus dans la structure de la cellule familiale japonaise.
Cinq fois nommé pour le prix du meilleur réalisateur aux Japan Academy Prize, il remporte le prix en 2004 pour son film Une famille dans la tourmente (2003).

## Filmographie

### Réalisateur
- 1978 : Live in Chigasaki (ライブイン・茅ヶ崎, Raibu in Chigasaki?)
- 1981 : Something Like It (の・ようなもの, No yōna mono?)[1]
- 1982 : Come on Girls! (シブがき隊 ボーイズ & ガールズ, Shibugaki-tai bōizu & gāruzu?)[2]
- 1982 : Top Stripper (（本）噂のストリッパー, Zūmu appu: Maruhon uwasa no sutorippa?)[3]
- 1983 : Pink Cut: Love Me Hard, Love Me Deep (ピンクカット 太く愛して深く愛して, Pinku katto: Futoku aishite fukaku aishite?)[3]
- 1983 : Jeu de famille (家族ゲーム, Kazoku gēmu?)[4]
- 1984 : Le Frisson de la mort (ときめきに死す, Tokimeki ni shisu?)[5]
- 1984 : Main Theme (メイン・テーマ, Mein tēma?)[6]
- 1985 : Sorekara (それから?)
- 1986 : Sorobanzuku (そろばんずく?)[7]
- 1988 : Love and Action in Osaka (悲しい色やねん, Kanashi iro yanen?)[8]
- 1989 : 24 Hours Playboy (愛と平成の色男, Ai to heisei no iro: Otoko?)[9]
- 1989 : Kitchen (キッチン?)
- 1991 : Happy Wedding (おいしい結婚, Oishii kekkon?)[10]
- 1992 : Future Memories: Last Christmas (未来の想い出 Last Christmas, Mirai no omoide: Last Christmas?)[11]
- 1996 : Haru ((ハル), (Haru)?)[12]
- 1997 : Lost Paradise (失楽園, Shitsurakuen?)[13]
- 1999 : 39 keihō dai sanjūkyū jō (＜３９＞ ［刑法第三十九条］?)
- 1999 : Black House (黒い家, Kuroi ie?)[14]
- 2002 : Copycat Killer (模倣犯, Mohō-han?)[15]
- 2003 : Une famille dans la tourmente (阿修羅のごとく, Ashura no gotoku?)[16]
- 2004 : Umineko (海猫?)[17]
- 2006 : Mamiya Brothers (間宮兄弟, Mamiya kyodai?)[18]
- 2007 : South Bound (サウスバウンド, Sausu baundo?)[19]
- 2007 : Sanjuro (椿三十郎, Tsubaki Sanjūrō?)
- 2009 : La Fille aux lingots d'or (わたし出すわ, Watashi dasu wa?)[20]
- 2010 : Le Samouraï à l'abaque (武士の家計簿, Bushi no kakeibo?)[21]
- 2011 : Train Brain Express (僕達急行 A列車で行こう, Bokukyū: A ressha de ikō?)[22]

### Scénariste
- 1986 : Uhohho tankentai (en) (ウホッホ探検隊?) de Kichitarō Negishi
- 1988 : Bakayarō! (バカヤロー！?)

## Distinctions
Sauf indication contraire, les informations mentionnées dans cette section peuvent être confirmées par la base de données cinématographiques IMDb,  présente dans la section « Liens externes ».

### Récompenses
- Prix du nouveau réalisateur de la Directors Guild of Japan
  - pour Jeu de famille en 1983[23]
- Japan Academy Prize :
  - prix du meilleur réalisateur pour Une famille dans la tourmente en 2004[24]
- Prix Blue Ribbons du meilleur réalisateur :
  - pour Jeu de famille en 1984[25]
  - pour Une famille dans la tourmente en 2004[26]
- Hōchi Film Awards :
  - prix du meilleur film pour Jeu de famille en 1983[27],[28]
  - prix du meilleur film et du meilleur réalisateur pour Sorekara en 1985[29]
  - prix du meilleur réalisateur pour Haru en 1996[30]
- Prix Kinema Junpō :
  - du meilleur réalisateur, du meilleur film et du meilleur scénario pour Jeu de famille en 1984[31]
  - du meilleur réalisateur et du meilleur film pour Sorekara en 1986[31]
  - du meilleur scénario pour Uhohho tankentai en 1987[31]
- Prix du film Mainichi :
  - du meilleur réalisateur pour 39 keihō dai sanjūkyū jō en 2000[32]
  - du meilleur film (choix des lecteurs) pour Mohō-han en 2003
- Festival du film de Yokohama :
  - prix du meilleur nouveau réalisateur pour Something Like It en 1982
  - prix du meilleur réalisateur et du meilleur scénario pour Jeu de famille en 1984
  - prix du meilleur scénario pour Sorobanzuku et Uhohho tankentai en 1987
  - prix du meilleur scénario pour Haru en 1997
  - prix du meilleur réalisateur pour 39 keihō dai sanjūkyū jō en 2000
- Prix de l'Âge d'or :
  - pour Kitchen en 1993
- Festival des films du monde de Montréal :
  - prix du jury œcuménique, mention spéciale à Sorekara en 1986[33]

### Nominations et sélections
- Japan Academy Prize :
  - prix du meilleur réalisateur et du meilleur scénario pour Jeu de famille en 1984[34]
  - prix du meilleur réalisateur pour Sorekara en 1986[35]
  - prix du meilleur scénario pour Sorobanzuku et Uhohho tankentai (en) en 1987[36]
  - prix du meilleur scénario pour Bakayarō! en 1989[37]
  - prix du meilleur scénario pour Haru en 1997[38]
  - prix du meilleur réalisateur pour Lost Paradise en 1998[39]
  - prix du meilleur film pour Une famille dans la tourmente en 2004[24]
- Berlinale :
  - en compétition pour l'Ours d'or avec 39 keihō dai sanjūkyū jō en 1999[40]
- Festival des films du monde de Montréal :
  - en compétition pour le Grand Prix des Amériques avec Lost Paradise en 1997
  - en compétition pour le Grand Prix des Amériques avec Une famille dans la tourmente en 2003